# Семёнов, Александр Владимирович
Александр Семёнов (латыш. Aleksandrs Semjonovs, в советских документах Александр Владимирович Семёнов; род. 8 июня 1972 года в Риге) — латвийский хоккеист, центральный нападающий сборной Латвии.

## Биография

### Клубная карьера
Воспитанник школы рижского «Динамо», первый тренер — Пётр Хмельницкий. Попал в ленинградский СКА, выступал во второй лиге чемпионата СССР. На профессиональном уровне дебютировал в открытом чемпионате России за рижское «Динамо» (он же «Пардаугава»), позже играл в Межнациональной хоккейной лиге. После выхода латвийских клубов из чемпионата России отправился выступать за границу, играл в Финляндии, Дании, Германии и Швеции. В Швеции Семёнов стал одним из выдающихся легионеров — играл за команды «Бьёрклёвен», «Арбога» и «Мальмё Ред Хоукс». В составе датского клуба «Хернинг» стал чемпионом Дании сезона 2006/2007, в том же сезоне выступал за челябинский «Трактор» в чемпионате России. Карьеру завершил в сезоне 2010/2011.

### Карьера в сборной
Александр Семёнов выступал за сборную Латвии с 1994 по 2007 годы, проведя 141 игру во всех дивизионах чемпионатов мира, забросив в матчах 32 шайбы и отдав 28 голевых передач, а всего на его счету 209 встреч, 51 шайба и 45 голевых передач. В 2000 году в матче чемпионата мира в Санкт-Петербурге против хозяев чемпионата, прошедшем 5 мая, забросил две шайбы в ворота Ильи Брызгалова и принёс Латвии историческую победу со счётом 3:2, а по решению банка Parekss banka получил премию в качестве 2 тысяч латов за заброшенные шайбы.
13 февраля 2005 года Семёнов играл в решающем матче олимпийского квалификационного турнира против Беларуси, с которой латыши и боролись за путёвку на Олимпиаду в Турин. Латыши, проигрывая 4:2, в последние 5 минут сумели сравнять счёт и вырвать победу — за 2 минуты 29 секунд до конца третьего периода по левому флангу прошёл Александр Ниживий, который отдал передачу на стоявшего в центре Семёнова. Бросок Семёнова стал голевым — именно его шайба принесла латышам победу и путёвку на Олимпиаду в Турин. В том же году на чемпионате мира в Австрии Семёнов стал и её лучшим нападающим. В 2006 году был капитаном сборной на домашнем чемпионате мира.

### Тренерская карьера
После завершения игровой карьеры был генеральным менеджером клуба «Арбога» и тренером юниоров, позже работал тренером ДЮСШ ХК «Дмитров» и московской СДЮШОР «Крылья Советов».

### Стиль игры
Один из немногих игроков латвийского хоккея, который сочетал силовую манеру игры и природную техничность.

### Семья
Супруга — Анна, дети — Роман, Максим и Павел..